# Le Harpon rouge
Pour plus de détails, voir Fiche technique et Distribution.
Le Harpon rouge (Tiger Shark) est un film américain réalisé par Howard Hawks et sorti en 1932.

## Synopsis
Mike Mascarenhas est un pêcheur de San Diego, parmi les plus réputés. Avec son ami Pipes Boley, auquel il a autrefois sauvé la vie, il dirige un bateau et fait le commerce du thon. Un jour, un des marins, Manuel Silva, meurt durant la campagne. Au retour, Mike se rend chez sa fille, Quita, pour lui annoncer la nouvelle. Il tombe sous le charme de cette dernière et décide de l'épouser...

## Fiche technique
- Titre : Le Harpon rouge
- Titre original : Tiger Shark
- Réalisation : Howard Hawks, assisté de Richard Rosson
- Scénario : Wells Root, d'après une histoire de Houston Branch
- Chef-opérateur : Tony Gaudio
- Musique : Bernhard Kaun (non crédité)
- Direction musicale : Leo F. Forbstein
- Montage : Thomas Pratt
- Direction artistique : Jack Okey
- Costumes : Orry-Kelly
- Assistant-réalisateur : Richard Rosson
- Production : First National Pictures
- Durée : 77 minutes
- Date de sortie :
  - États-Unis : 24 septembre 1932
- Affiche : Jacques Bonneaud (France)

## Distribution
- Edward G. Robinson : Mike Mascarenhas
- Richard Arlen : Pipes Boley
- Zita Johann : Quita Silva
- Leila Bennett : Muggsey
- J. Carrol Naish : Tony
- Vince Barnett : Fishbone
- William Ricciardi : Manuel Silva

## Autour du film
- Le film fut tourné à San Diego, et à Monterey (Californie) pour les extérieurs.